# Oddantonio I da Montefeltro

Stemma della famiglia Da Montefeltro

Con il nome di Oddantonio I da Montefeltro viene indicato un personaggio leggendario, del quale non c'è alcun documento storico.
Compare per la prima volta solo in alcune genealogie scritte negli anni in cui vissero Guidantonio (m. 1443) e suo figlio Oddantonio (m. 1444). L'intento degli estensori di queste genealogie è chiaro: elogiare la figura dei loro signori creando il mito di un avo omonimo capostipite della casata.
Infatti prima del conte e poi duca Oddantonio (m. 1444) non compare alcun Oddantonio tra i Montefeltro documentati. Segno evidente che non era un nome della casata. La tragica morte del duca Oddantonio nel 1444 e le accuse che la giustificarono portarono al non perpetuarsi del nome nella casata.
È assai probabile che il nome di Oddantonio in casa Montefeltro sia nato dall'unione dei nomi di Oddone Colonna (papa Martino V) con Antonio da Montefeltro, il primo zio materno nonno paterno dello sventurato primo duca di Urbino.
Tutto ciò dovrebbe portare alla eliminazione del fantomatico Oddantonio quale capostipite della casata, ma ancora oggi la leggenda chiaramente falsa viene perpetuata.

## Discendenza
Figli di Oddantonio I furono:
- Antonio I da Montefeltro (?-1184), considerato il capostipite della casata dei Da Montefeltro;[2][1]
- Guido, dal quale derivarono i conti di Carpegna;[2]
- Galeazzo, signore di Pietrarubbia.[2]